# Gastó Joan Baptista de França

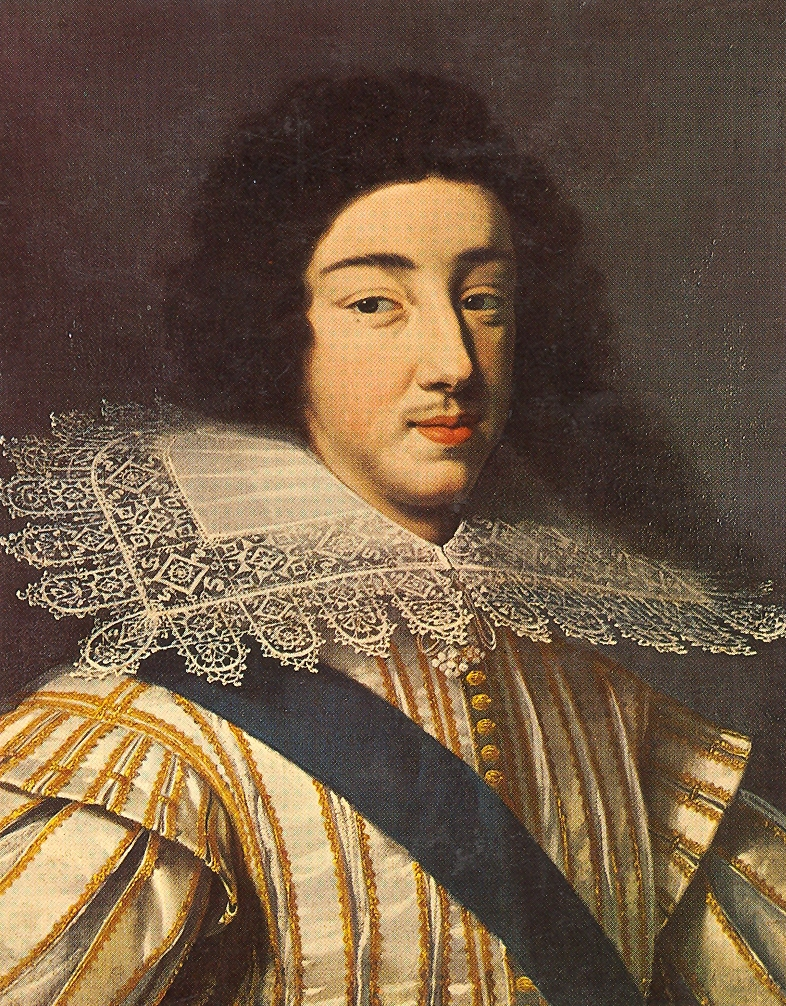
Retrat de Gastó de França pintat el 1634 per Antoine Van Dyck

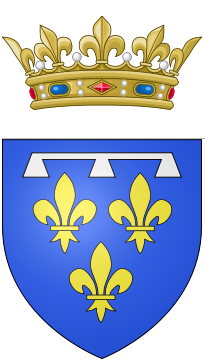
Escut d'armes

Gaston Joan Baptista de França (nascut el 24 d'abril de 1608 a Fontainebleau, mort el 2 de febrer de 1660 a Blois), duc d'Orleans, de vegades designat com Gastó d'Orleans fou un príncep de sang francès, tercer fill d'Enric IV de França (1553-1610) i de Maria de Mèdici, de la branca dels Borbó (dinastia capeta).

## Biografia

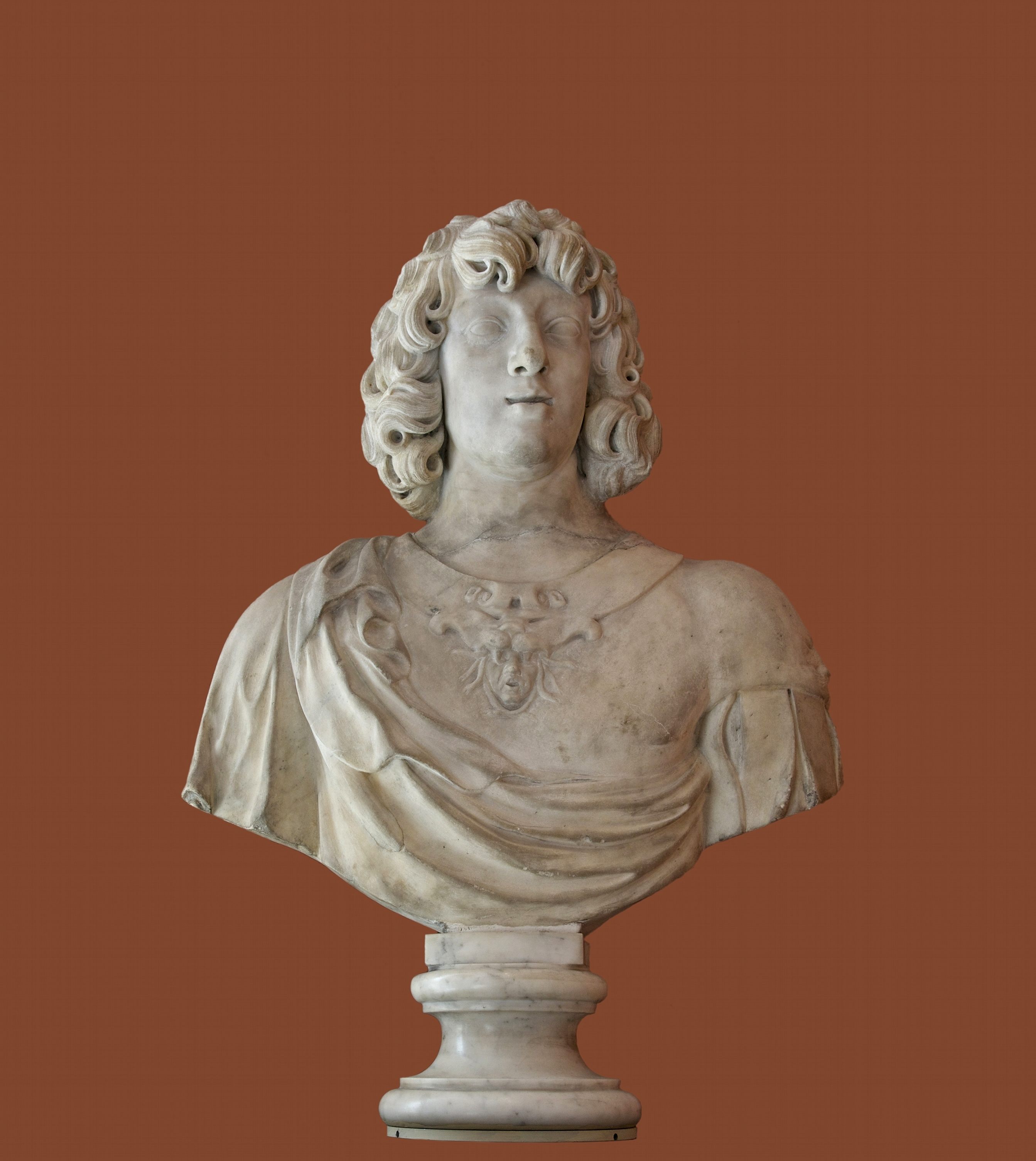
bust del jove Gastó de França, cap a 1630, Museu del Louvre

Germà petit del rei Lluís XIII de França, Gastó va esdevenir a la mort de Nicolau de França (1607-1611), segon fill d'Enric IV de França, el segon en l'ordre de successió al tron. Titulat duc d'Anjou, com a més proper hereu del tron, també era anomenat Moniseur (títol conferit al germà del rei), després (a partir de 1643) el Gran Senyor per oposició al Petit Senyor, Felip, el seu nebot, germà de Lluís XIV de França. El 1626 se li va concedir el títol de duc d'Orleans que havia portat Nicolau amb un apanatge format per aquest ducat, el de Valois i el de Chartres, augmentat amb el comtat de Blois.
Cultivat i refinat, però vel·leïtós i inconstant, Gaston de França va passar la seva vida a maquinar, en principi contra el seu germà i el Cardenal Richelieu (preferint a la seva centralització absolutista una monarquia mixta amb representació dels cossos socials a través de les assemblees d'Estats provincials o generals), després contra la seva cunyada Anna d'Àustria i el cardenal Mazzarino. Aquestes conspiracions van encallar sempre, a falta d'un efectiu projecte polític. Gastó va denunciar sovint els seus còmplices, després els va veure morir. Per venjar-se, va crear un consell de «vauriennerie» (Dones valuoses), dels cortesans i amics amb qui va portar una vida desordenada (és considerat jugador i aficionat a les dones).
El 1628 va tenir el comandament de l'exèrcit que va assetjar La Rochelle i el 1636 el de la Picardia. El 1630, va participar en la revolta del duc de Montmorency. Al capdavant d'un exèrcit de mercenaris, va cridar al regne a la revolta, abans de fugir a Lorena després de la derrota de Montmorency a Castelnaudary. A instàncies del seu confessor Charles de Condren es va reconciliar amb el rei a Troyes, el 18 d'abril de 1630. El 1631-1632 va intrigar a Lorena i va publicar un manifest polític contra l'absolutisme. El 1634, va signar un tractat secret amb Espanya i va maquinar contra el cardenal Richelieu amb el comte de Soissons. A la tardor de 1636, va participar al costat del rei en el setge de Corbie.
Amb tot el 1638 el naixement inesperat d'un delfí (el futur Lluís XIV de França) el va privar del rang de primer hereu de la corona. Perdé el seu crèdit financer, i no va poder continuar la reconstrucció del castell de Blois que havia iniciat. El 1642, la conjura de Henri Coiffier de Ruzé d'Effiat, marquès de Cinq-Mars, que apuntava a fer de Gastó el tinent general del regne, va fracassar. El 1642 va empènyer a Cinq-Mars però després el va abandonar i el marquès serà executat.
Lluís XIII, moribund, el va nomenar governador i tinent-general del Llenguadoc. A la mort de Lluís XIII, Gastó de França fou nomenat tinent-general del regne i cap dels consells sota l'autoritat de la reina, durant la minoria de Lluís XIV de França. Tanmateix Anna d'Àustria s'imposà al Parlament de París, i va prendre les regnes del poder amb el suport de Giulio Raimondo Mazzarino.
Cap de l'exèrcit, Gastó va fer una campanya victoriosa i ràpida contra els espanyols. Conquerí una part del comtat de Flandes, del qual la ciutat de Gravelines el 28 de juliol de 1644 i Béthune, i després, el 1645, Bourbourg, Armentières, Courtrai i Mardyck. El 1646 se li va concedir el ducat d'Alençon.
Gastó va participar encara a la Fronda, i Giulio Raimondo Mazzarino el va fer exiliar al seu castell de Blois el 1652, on va morir el 1660. Fou inhumat a la basílica de Saint-Denis, últim privilegi atribuït a la sang reial. Lluís XIV va conferir llavors el títol de duc d'Orleans al seu propi germà Felip; el títol de duc d'Alençon va tornar a la corona fins al 1710.
Del seu naixement a la seva mort, Gastó va tenir per metge protestant, Abel Brunier.

## Matrimoni i descendència

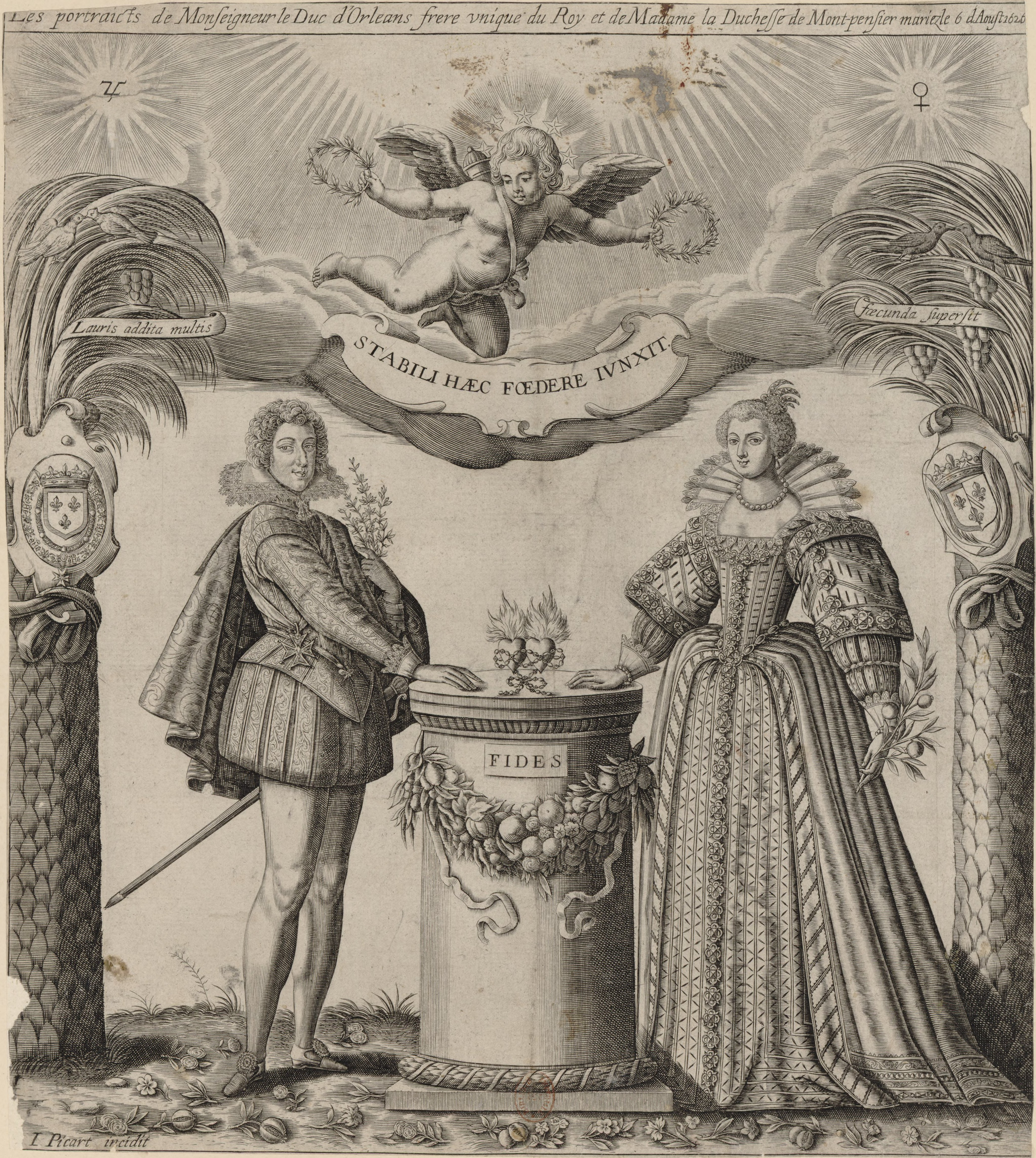
Matrimoni de Maria de Borbó i Gastó de França el 1626, Estampa

El 1626, després d'una conspiració (anomenada la conspiració de Chalais) fallada, Gastó va acceptar a contracor casar-se amb la rica Maria de Borbó, duquessa de Montpensier que li va imposar el Cardenal Richelieu. Rebé llavors en herència els ducats d'Orleans i de Chartres, augmentats del comtat de Blois.
D'aquest matrimoni va néixer l'any següent:
- Anna Maria Lluïsa d'Orleans duquessa de Montpensier, dita la Gran Senyoreta.

El 1629, Gastó va projectar (sense èxit) de casar-se amb Maria Lluïsa de Màntua (Maria de Gonzaga), filla del duc de Màntua Carles I. El 1632, es va enamorar i es va casar amb la jove Margarida de Lorena, germana del duc de Lorena i de Bar, un príncep tan estrambòtic com ell, llavors en guerra contra França i del qual va freqüentar llavors la cort, ja que era un exiliat polític. Va anomenar a la seva segona esposa, abans coadjutrice de l'abadessa del capítol noble de Remiremont com «l'Àngel». Es va casar amb ella secretament en un convent de Nancy el 2 de gener de 1632 però el Parlament de París va declarar aquest matrimoni nul. Va fer celebrar el seu matrimoni una segona vegada per l'arquebisbe de Malines als Països Baixos Espanyols, però allà també l'assemblea del clergat de França, empesa per Richelieu, va anul·lar el matrimoni. Els promesos van poder, a la mort de Richelieu, trobar-se a la cort de França i casar-se el maig de 1643.
Van tenir cinc fills: 
- Margarida Lluïsa d'Orleans (1645-1721), esposa de Cosme III de Mèdici, gran duc de Toscana (1642-1723)
- Elisabet Margarida d'Orleans, duquessa d'Alençon (1646-1696), esposa del duc Lluís Josep de Guisa
- Francesca Magdalena d'Orleans (1648-1664), esposa del duc Carles Manuel II de Savoia
- Joan Gastó d'Orleans, duc de Valois (1650-1652)
- Maria Anna d'Orleans, senyoreta de Chartres (1652-1656)

De Lluïsa Roger de la Marbelière va tenir:
- Lluís, bastard d'Orleans, anomenat el comte de Charny (1638-1692)

Va tenir també una filla natural:
- Maria bastarda d'Orleans (1631-?)

## Col·leccionista i mecenes
El departament de cartes i plànols de la Biblioteca Nacional de França conserva divuit reculls de targetes sota la quota Rés. Ge BB 246, procedents de la col·lecció cartogràfica de Gastó d'Orléans. El nucli de les col·leccions del departament de les Monedes, Medalles i Antiguitats de la Biblioteca Nacional de França provenen de la col·lecció de pedres gravades, d'escultures antigues del príncep donades al rei pel seu testament d'1 de febrer de 1660.